# Original (álbum de Hugo & Guilherme)
Original é o sexto álbum ao vivo da dupla sertaneja Hugo & Guilherme, lançado em 7 de junho de 2023 pela Som Livre. O álbum foi lançado para manter o sucesso da dupla após o seu antecessor Próximo Passo, de 2022.

## Antecedentes e gravação
Antes de todo destaque com o lançamento do álbum anterior, a dupla já emplacava sucessos como Mal Feito, com participação de Marília Mendonça, como segundo single do álbum, como também já apareciam em trabalhos de outros artistas, como Guilherme & Benuto na canção Haja Colírio.
Diferente de Próximo Passo, álbum que alavancou a carreira da dupla e que, no momento do anúncio da gravação do álbum, contava com mais de 444 milhões de streams no Spotify e 457 milhões de views no YouTube, esse álbum não conta com participações especiais e nem com releitura de músicas de álbuns anteriores. Original foi gravado na Arena Univag, em Cuiabá, debaixo da chuva, no dia 21 de janeiro de 2023. Algo diferente na gravação foi a presença do cantor Murilo Huff, que abriu o show, além do momento pós-show, no qual a dupla se juntou com o cantor, cantando clássicos, o que não saiu na edição final do álbum.

## Lançamento e faixas
O álbum completo, com 14 faixas, todas inéditas, foi lançado em 7 de junho de 2023. No dia 3 de março de 2023, foi lançado o primeiro single Metade de Mim. Em 30 de março, a música escolhida como segundo single foi Mágica, inspirada em uma história real de Guilherme. O primeiro EP foi lançado em 20 de abril, com a faixa Planejei, que chama atenção pela letra e videoclipe emocionantes, na qual Hugo & Guilherme compartilham um momento de nostalgia e gratidão.

### Mágica
Mágica, composição de Felipe Arná, Bagual e Normani Pelegrini, é uma das canções emblemáticas do álbum, até pela história da música ser contada no Podpah, podcast apresentado por Igor Cavalari (Igão) e Thiago Marques (Mítico). A letra é inspirada em um relacionamento de Guilherme, que terminou em novembro de 2022. O segunda voz namorava há quase 10 anos com uma menina e, avisado pelo companheiro de dupla sobre boatos de que estava sendo traído, contratou um detetive para tirar a história a limpo. Acabou descobrindo a infidelidade da namorada e terminou tudo.

O refrão diz o seguinte:
"Não teve grito, nem rolo, nem nada
Apertei um pouco, cê entregou ligeiro
Já sei o dia, a hora
E se não bastasse até o nome do companheiro
Cê plantou isso e vai morrer de fome
Faz uma mágica aí pra gente e some"

## Lista de faixas
| N.º            | Título                  | Compositor(es)                                           | Duração |  |
| 1.             | "Elevador"              | Bonnyek Matheus Araujo Léo Soares Theo Rodrigues         | 2:35    |  |
| 2.             | "Mágica"                | Felipe Arná Bagual Normani Pelegrini                     | 2:51    |  |
| 3.             | "100%"                  | Arná Renato Campero                                      | 2:54    |  |
| 4.             | "Nem Que Seja Chorando" | Lari Ferreira Junior Pepato Diego Silveira Rafael Borges | 3:11    |  |
| 5.             | "Nota 8"                | Arná Bagual Campero                                      | 2:46    |  |
| 6.             | "Metade de Mim"         | Arná Bagual Cleyton Pekois                               | 2:40    |  |
| 7.             | "Auto-Controle"         | Bruno César Rodrigo Reys Ricardo Vismarck Ronael         | 2:43    |  |
| 8.             | "Coisa de Menino"       | Arná Campero                                             | 2:44    |  |
| 9.             | "Solteira Mas é Minha"  | William Daniel Mateus Candotti Matheus Damasceno         | 2:46    |  |
| 10.            | "Empurrão"              | Renno Poeta Philipe Pancadinha Renato Sousa              | 2:48    |  |
| 11.            | "Pior Pesadelo"         | Arná                                                     | 2:55    |  |
| 12.            | "Rodando Bocas"         | Vitor Nana Backer Thiago Nakazato                        | 2:39    |  |
| 13.            | "Ruim de Conselho"      | Marco Carvalho Matheus di Padua                          | 3:11    |  |
| 14.            | "Planejei"              | Cristhyan Ribeiro Eliabe Quexin Lucas Souza Edson Garcia | 3:37    |  |
| Duração total: | Duração total:          | Duração total:                                           | 40:18   |  |

## Desempenho nas tabelas musicais
| Tabela musical                       | Melhor posição |
| ------------------------------------ | -------------- |
| Apple Music (Brazilian Albums Chart) | 5              |
| Spotify (Top Albums Brazil)          | 4              |